# الرشيد العطار
أبو الحسين رشيد الدين يحيى بن علي بن عبد الله بن علي بن مفرج القرشي الأموي النابلسي المصري، المعروف بالرشيد العطار. (584 هـ - 662 هـ) أحد الفقهاء وعلماء الحديث عند أهل السنة والجماعة.
أصله من نابلس، ثم سكن القاهرة، وانتهت إليه رئاسة الحديث بالديار المصرية. قال الذهبي: «روى الكثير وأفاد وانتخب. وكان ثقة، ثبتا، عارفا بفن الحديث، مليح الخط، حسن التخريج.» وقال: «الإمام الحافظ الثقة المجود... أفاد وتقدم في فن الحديث، وكان ثقة مأمونًا متقنًا حافظًا.» قال قطب الدين اليونيني: «توفي بمصر في ثاني جمادى الأولى من هذه السنة ودفن من الغد بسفح المقطم سمع من خلق كثير وحدث بالكثير وخرج تخاريج مفيدة وجمع جموعاً حسنة، وكان إماماً عالماً فاضلاً حافظاً ثبتاً عارفاً بالصناعة الحديثية وإليه انتهت رئاسة الحديث بالديار المصرية بعد الحافظ زكي المنذري رحمه الله وكتب بخطه الكثير وكان خطه حسناً ووقف جملة من كتبه على من ينتفع بها من المسلمين.»

## شيوخه وتلاميذه
- شيوخه ومن روى عنهم:[2]

سمع من أبيه أبي الحسن وعمه أبي القاسم عبد الرحمن، وأبي القاسم البوصيري، وإسماعيل بن ياسين، وعلي بن حمزة الكاتب، والأثير أبي الظاهر بن بنان، وعبد اللطيف ابن أبي سعد ومحمد بن عبد المولي، ومحمد بن يوسف الغزنوي، والعماد الكاتب، وابن نجا الواعظ وزوجته فاطمة، وحماد الحراني، وعلي بن خلف الكومي، ومحمد بن يوسف الآملي، وابن المفضل الحافظ وعنه أخذ علم الحديث.
- تلاميذه ومن روى عنه:[2]

سمع بدمشق من الكندي وابن الحرستاني وابن ملاعب؛ وبمكة والمدينة من جماعة. وخرج عنهم معجماً. وروى عنه الدمياطي وأبو الحسين اليونيني وقاضي القضاة أبو العباس بن صصرى وأبو محمد شعبان الإربلي وعبد الرحيم الساعاتي وأبو المعالي ابن البالسي، وعبد القادر الصعبي، وأبو بكر بن أبي الحسن بن الحصين، والتاج أبو بكر بن عبد الرزاق العسقلاني، وأحمد بن محمد بن الأخوة، والكمال عبد الرحمن بن يعيش السبتي، وداود بن يحيى الفقير، ويوسف الكفيري الفراء، وأبو الفتح إبراهيم بن علي ابن الخيمي، وخلق كثير.

## مؤلفاته
له عدد من المصنّفات أغلبها في علوم الحديث، وأشهرها:
- المعجم في تراجم شيوخه.
- تحفة المستزيد في الأحاديث الثمانية الأسانيد.
- نزهة الناظر في ذكر من حدث عن أبي القاسم البغوي.
- غرر الفوائد المجموعة في بيان ما وقع في صحيح مسلم من الأحاديث المقطوعة.